# Affine Gruppe
Die affine Gruppe oder allgemeine affine Gruppe ist ein Begriff aus dem mathematischen Teilgebiet der Gruppentheorie. Es handelt sich um die Gruppe aller invertierbaren, affinen Abbildungen eines affinen Raums über einem Körper {\displaystyle K} in sich selbst.

## Definition
Eine bijektive, affine Abbildung auf einem Vektorraum {\displaystyle V} hat die Form
{\displaystyle f\colon V\rightarrow V,\,f(x)=Ax+v},
wobei {\displaystyle A\in \mathrm {GL} (V)} ein Vektorraumisomorphismus, das heißt ein Element der allgemeinen linearen Gruppe, ist und {\displaystyle v\in V} ein fester Vektor. Das heißt, {\displaystyle f} ist die Kombination aus einem  Vektorraumisomorphismus und einer Translation. Um die Abhängigkeit von {\displaystyle A} und {\displaystyle v} anzudeuten, schreiben wir auch {\displaystyle f=f_{A,v}}.
Komposition und Umkehrung bijektiver affiner Abbildungen sind wieder bijektiv und affin, denn offenbar gilt
{\displaystyle (f_{A,v}\circ f_{B,w})(x)=f_{A,v}(f_{B,w}(x))=f_{A,v}(Bx+w)=ABx+Aw+v=f_{AB,Aw+v}(x)}   also   {\displaystyle f_{A,v}\circ f_{B,w}=f_{AB,Aw+v}}
{\displaystyle f_{A,v}(x)=y\Leftrightarrow Ax+v=y\Leftrightarrow x=A^{-1}y-A^{-1}v}   also   {\displaystyle f_{A,v}^{-1}=f_{A^{-1},-A^{-1}v}}
Die bijektiven, affinen Abbildungen bilden daher eine Gruppe, die sogenannte affine Gruppe oder allgemeine affine Gruppe. Typische Bezeichnungen sind {\displaystyle \mathrm {AGL} (V)}, {\displaystyle \mathrm {Aff} (V)} oder {\displaystyle \mathrm {GA} (V)}. Ist {\displaystyle V=K^{n}} der n-dimensionale Vektorraum über einem Körper {\displaystyle K}, so schreibt man auch {\displaystyle \mathrm {AGL} _{n}(K)}. Ist weiter {\displaystyle K} endlich mit {\displaystyle q} Elementen, so bezeichnet man {\displaystyle \mathrm {AGL} _{n}(K)} auch einfach mit {\displaystyle \mathrm {AGL} _{n}(q)}, denn ein endlicher Körper ist durch die Anzahl seiner Elemente bis auf Isomorphie eindeutig bestimmt.

## Beispiele

### AGL1(ℝ)
Sei {\displaystyle V=\mathbb {R} ^{1}} der eindimensionale reelle Vektorraum. Eine bijektive, affine Abbildung ist dann nichts anderes als eine Geradengleichung
{\displaystyle f(x)=ax+v} mit {\displaystyle a\in \mathbb {R} ^{*}=\mathbb {R} \setminus \{0\}} und {\displaystyle v\in \mathbb {R} }.
{\displaystyle \mathrm {AGL} _{1}(\mathbb {R} )} ist also die Gruppe aller nicht-konstanten Geradengleichungen. Jedes Element hat die Form {\displaystyle f=f_{a,v}} mit  {\displaystyle a\in \mathbb {R} ^{*},v\in \mathbb {R} }. Also kann {\displaystyle \mathrm {AGL} _{1}(\mathbb {R} )} mit {\displaystyle \mathbb {R} ^{*}\times \mathbb {R} } identifiziert werden, und für die Gruppenoperationen gilt bei dieser Identifikation
{\displaystyle (a,v)\cdot (b,w)=(ab,aw+v)}
{\displaystyle \textstyle (a,v)^{-1}=({\frac {1}{a}},{\frac {-v}{a}})}.
{\displaystyle (1,0)} ist das neutrale Element.

### AGL1(5)
Ersetzt man in obigem Beispiel {\displaystyle \mathbb {R} } durch den endlichen Körper {\displaystyle \mathbb {Z} _{5}=\{0,1,2,3,4\}}, so erhält man die im Folgenden beschriebene endliche Gruppe mit 20 Elementen.
Eine bijektive, affine Abbildung {\displaystyle \mathbb {Z} _{5}\rightarrow \mathbb {Z} _{5}} hat die Gestalt
{\displaystyle f(x)=ax+v} mit {\displaystyle a\in \mathbb {Z} _{5}^{*}=\{1,2,3,4\}} und {\displaystyle v\in \mathbb {Z} _{5}}.
Bezeichnet man ein solches Element einfach mit av, so ist
{\displaystyle \mathrm {AGL} _{1}(5)=\{10,11,12,13,14,20,21,22,23,24,30,31,32,33,34,40,41,42,43,44\}}
und man hat folgende Verknüpfungstafel:
| {\displaystyle \,\cdot } | {\displaystyle \,10} | {\displaystyle \,11} | {\displaystyle \,12} | {\displaystyle \,13} | {\displaystyle \,14} | {\displaystyle \,40} | {\displaystyle \,41} | {\displaystyle \,42} | {\displaystyle \,43} | {\displaystyle \,44} | {\displaystyle \,20} | {\displaystyle \,21} | {\displaystyle \,22} | {\displaystyle \,23} | {\displaystyle \,24} | {\displaystyle \,30} | {\displaystyle \,31} | {\displaystyle \,32} | {\displaystyle \,33} | {\displaystyle \,34} |
| {\displaystyle \,10}     | {\displaystyle \,10} | {\displaystyle \,11} | {\displaystyle \,12} | {\displaystyle \,13} | {\displaystyle \,14} | {\displaystyle \,40} | {\displaystyle \,41} | {\displaystyle \,42} | {\displaystyle \,43} | {\displaystyle \,44} | {\displaystyle \,20} | {\displaystyle \,21} | {\displaystyle \,22} | {\displaystyle \,23} | {\displaystyle \,24} | {\displaystyle \,30} | {\displaystyle \,31} | {\displaystyle \,32} | {\displaystyle \,33} | {\displaystyle \,34} |
| {\displaystyle \,11}     | {\displaystyle \,11} | {\displaystyle \,12} | {\displaystyle \,13} | {\displaystyle \,14} | {\displaystyle \,10} | {\displaystyle \,41} | {\displaystyle \,42} | {\displaystyle \,43} | {\displaystyle \,44} | {\displaystyle \,40} | {\displaystyle \,21} | {\displaystyle \,22} | {\displaystyle \,23} | {\displaystyle \,24} | {\displaystyle \,20} | {\displaystyle \,31} | {\displaystyle \,32} | {\displaystyle \,33} | {\displaystyle \,34} | {\displaystyle \,30} |
| {\displaystyle \,12}     | {\displaystyle \,12} | {\displaystyle \,13} | {\displaystyle \,14} | {\displaystyle \,10} | {\displaystyle \,11} | {\displaystyle \,42} | {\displaystyle \,43} | {\displaystyle \,44} | {\displaystyle \,40} | {\displaystyle \,41} | {\displaystyle \,22} | {\displaystyle \,23} | {\displaystyle \,24} | {\displaystyle \,20} | {\displaystyle \,21} | {\displaystyle \,32} | {\displaystyle \,33} | {\displaystyle \,34} | {\displaystyle \,30} | {\displaystyle \,31} |
| {\displaystyle \,13}     | {\displaystyle \,13} | {\displaystyle \,14} | {\displaystyle \,10} | {\displaystyle \,11} | {\displaystyle \,12} | {\displaystyle \,43} | {\displaystyle \,44} | {\displaystyle \,40} | {\displaystyle \,41} | {\displaystyle \,42} | {\displaystyle \,23} | {\displaystyle \,24} | {\displaystyle \,20} | {\displaystyle \,21} | {\displaystyle \,22} | {\displaystyle \,33} | {\displaystyle \,34} | {\displaystyle \,30} | {\displaystyle \,31} | {\displaystyle \,32} |
| {\displaystyle \,14}     | {\displaystyle \,14} | {\displaystyle \,10} | {\displaystyle \,11} | {\displaystyle \,12} | {\displaystyle \,13} | {\displaystyle \,44} | {\displaystyle \,40} | {\displaystyle \,41} | {\displaystyle \,42} | {\displaystyle \,43} | {\displaystyle \,24} | {\displaystyle \,20} | {\displaystyle \,21} | {\displaystyle \,22} | {\displaystyle \,23} | {\displaystyle \,34} | {\displaystyle \,30} | {\displaystyle \,31} | {\displaystyle \,32} | {\displaystyle \,33} |
| {\displaystyle \,40}     | {\displaystyle \,40} | {\displaystyle \,44} | {\displaystyle \,43} | {\displaystyle \,42} | {\displaystyle \,41} | {\displaystyle \,10} | {\displaystyle \,14} | {\displaystyle \,13} | {\displaystyle \,12} | {\displaystyle \,11} | {\displaystyle \,30} | {\displaystyle \,34} | {\displaystyle \,33} | {\displaystyle \,32} | {\displaystyle \,31} | {\displaystyle \,20} | {\displaystyle \,24} | {\displaystyle \,23} | {\displaystyle \,22} | {\displaystyle \,21} |
| {\displaystyle \,41}     | {\displaystyle \,41} | {\displaystyle \,40} | {\displaystyle \,44} | {\displaystyle \,43} | {\displaystyle \,42} | {\displaystyle \,11} | {\displaystyle \,10} | {\displaystyle \,14} | {\displaystyle \,13} | {\displaystyle \,12} | {\displaystyle \,31} | {\displaystyle \,30} | {\displaystyle \,34} | {\displaystyle \,33} | {\displaystyle \,32} | {\displaystyle \,21} | {\displaystyle \,20} | {\displaystyle \,24} | {\displaystyle \,23} | {\displaystyle \,22} |
| {\displaystyle \,42}     | {\displaystyle \,42} | {\displaystyle \,41} | {\displaystyle \,40} | {\displaystyle \,44} | {\displaystyle \,43} | {\displaystyle \,12} | {\displaystyle \,11} | {\displaystyle \,10} | {\displaystyle \,14} | {\displaystyle \,13} | {\displaystyle \,32} | {\displaystyle \,31} | {\displaystyle \,30} | {\displaystyle \,34} | {\displaystyle \,33} | {\displaystyle \,22} | {\displaystyle \,21} | {\displaystyle \,20} | {\displaystyle \,24} | {\displaystyle \,23} |
| {\displaystyle \,43}     | {\displaystyle \,43} | {\displaystyle \,42} | {\displaystyle \,41} | {\displaystyle \,40} | {\displaystyle \,44} | {\displaystyle \,13} | {\displaystyle \,12} | {\displaystyle \,11} | {\displaystyle \,10} | {\displaystyle \,14} | {\displaystyle \,33} | {\displaystyle \,32} | {\displaystyle \,31} | {\displaystyle \,30} | {\displaystyle \,34} | {\displaystyle \,23} | {\displaystyle \,22} | {\displaystyle \,21} | {\displaystyle \,20} | {\displaystyle \,24} |
| {\displaystyle \,44}     | {\displaystyle \,44} | {\displaystyle \,43} | {\displaystyle \,42} | {\displaystyle \,41} | {\displaystyle \,40} | {\displaystyle \,14} | {\displaystyle \,13} | {\displaystyle \,12} | {\displaystyle \,11} | {\displaystyle \,10} | {\displaystyle \,34} | {\displaystyle \,33} | {\displaystyle \,32} | {\displaystyle \,31} | {\displaystyle \,30} | {\displaystyle \,24} | {\displaystyle \,23} | {\displaystyle \,22} | {\displaystyle \,21} | {\displaystyle \,20} |
| ------------------------ | -------------------- | -------------------- | -------------------- | -------------------- | -------------------- | -------------------- | -------------------- | -------------------- | -------------------- | -------------------- | -------------------- | -------------------- | -------------------- | -------------------- | -------------------- | -------------------- | -------------------- | -------------------- | -------------------- | -------------------- |
| {\displaystyle \,20}     | {\displaystyle \,20} | {\displaystyle \,22} | {\displaystyle \,24} | {\displaystyle \,21} | {\displaystyle \,23} | {\displaystyle \,30} | {\displaystyle \,32} | {\displaystyle \,34} | {\displaystyle \,31} | {\displaystyle \,33} | {\displaystyle \,40} | {\displaystyle \,42} | {\displaystyle \,44} | {\displaystyle \,41} | {\displaystyle \,43} | {\displaystyle \,10} | {\displaystyle \,12} | {\displaystyle \,14} | {\displaystyle \,11} | {\displaystyle \,13} |
| {\displaystyle \,21}     | {\displaystyle \,21} | {\displaystyle \,23} | {\displaystyle \,20} | {\displaystyle \,22} | {\displaystyle \,24} | {\displaystyle \,31} | {\displaystyle \,33} | {\displaystyle \,30} | {\displaystyle \,32} | {\displaystyle \,34} | {\displaystyle \,41} | {\displaystyle \,43} | {\displaystyle \,40} | {\displaystyle \,42} | {\displaystyle \,44} | {\displaystyle \,11} | {\displaystyle \,13} | {\displaystyle \,10} | {\displaystyle \,12} | {\displaystyle \,14} |
| {\displaystyle \,22}     | {\displaystyle \,22} | {\displaystyle \,24} | {\displaystyle \,21} | {\displaystyle \,23} | {\displaystyle \,20} | {\displaystyle \,32} | {\displaystyle \,34} | {\displaystyle \,31} | {\displaystyle \,33} | {\displaystyle \,30} | {\displaystyle \,42} | {\displaystyle \,44} | {\displaystyle \,41} | {\displaystyle \,43} | {\displaystyle \,40} | {\displaystyle \,12} | {\displaystyle \,14} | {\displaystyle \,11} | {\displaystyle \,13} | {\displaystyle \,10} |
| {\displaystyle \,23}     | {\displaystyle \,23} | {\displaystyle \,20} | {\displaystyle \,22} | {\displaystyle \,24} | {\displaystyle \,21} | {\displaystyle \,33} | {\displaystyle \,30} | {\displaystyle \,32} | {\displaystyle \,34} | {\displaystyle \,31} | {\displaystyle \,43} | {\displaystyle \,40} | {\displaystyle \,42} | {\displaystyle \,44} | {\displaystyle \,41} | {\displaystyle \,13} | {\displaystyle \,10} | {\displaystyle \,12} | {\displaystyle \,14} | {\displaystyle \,11} |
| {\displaystyle \,24}     | {\displaystyle \,24} | {\displaystyle \,21} | {\displaystyle \,23} | {\displaystyle \,20} | {\displaystyle \,22} | {\displaystyle \,34} | {\displaystyle \,31} | {\displaystyle \,33} | {\displaystyle \,30} | {\displaystyle \,32} | {\displaystyle \,44} | {\displaystyle \,41} | {\displaystyle \,43} | {\displaystyle \,40} | {\displaystyle \,42} | {\displaystyle \,14} | {\displaystyle \,11} | {\displaystyle \,13} | {\displaystyle \,10} | {\displaystyle \,12} |
| {\displaystyle \,30}     | {\displaystyle \,30} | {\displaystyle \,33} | {\displaystyle \,31} | {\displaystyle \,34} | {\displaystyle \,32} | {\displaystyle \,20} | {\displaystyle \,23} | {\displaystyle \,21} | {\displaystyle \,24} | {\displaystyle \,22} | {\displaystyle \,10} | {\displaystyle \,13} | {\displaystyle \,11} | {\displaystyle \,14} | {\displaystyle \,12} | {\displaystyle \,40} | {\displaystyle \,43} | {\displaystyle \,41} | {\displaystyle \,44} | {\displaystyle \,42} |
| {\displaystyle \,31}     | {\displaystyle \,31} | {\displaystyle \,34} | {\displaystyle \,32} | {\displaystyle \,30} | {\displaystyle \,33} | {\displaystyle \,21} | {\displaystyle \,24} | {\displaystyle \,22} | {\displaystyle \,20} | {\displaystyle \,23} | {\displaystyle \,11} | {\displaystyle \,14} | {\displaystyle \,12} | {\displaystyle \,10} | {\displaystyle \,13} | {\displaystyle \,41} | {\displaystyle \,44} | {\displaystyle \,42} | {\displaystyle \,40} | {\displaystyle \,43} |
| {\displaystyle \,32}     | {\displaystyle \,32} | {\displaystyle \,30} | {\displaystyle \,33} | {\displaystyle \,31} | {\displaystyle \,34} | {\displaystyle \,22} | {\displaystyle \,20} | {\displaystyle \,23} | {\displaystyle \,21} | {\displaystyle \,24} | {\displaystyle \,12} | {\displaystyle \,10} | {\displaystyle \,13} | {\displaystyle \,11} | {\displaystyle \,14} | {\displaystyle \,42} | {\displaystyle \,40} | {\displaystyle \,43} | {\displaystyle \,41} | {\displaystyle \,44} |
| {\displaystyle \,33}     | {\displaystyle \,33} | {\displaystyle \,31} | {\displaystyle \,34} | {\displaystyle \,32} | {\displaystyle \,30} | {\displaystyle \,23} | {\displaystyle \,21} | {\displaystyle \,24} | {\displaystyle \,22} | {\displaystyle \,20} | {\displaystyle \,13} | {\displaystyle \,11} | {\displaystyle \,14} | {\displaystyle \,12} | {\displaystyle \,10} | {\displaystyle \,43} | {\displaystyle \,41} | {\displaystyle \,44} | {\displaystyle \,42} | {\displaystyle \,40} |
| {\displaystyle \,34}     | {\displaystyle \,34} | {\displaystyle \,32} | {\displaystyle \,30} | {\displaystyle \,33} | {\displaystyle \,31} | {\displaystyle \,24} | {\displaystyle \,22} | {\displaystyle \,20} | {\displaystyle \,23} | {\displaystyle \,21} | {\displaystyle \,14} | {\displaystyle \,12} | {\displaystyle \,10} | {\displaystyle \,13} | {\displaystyle \,11} | {\displaystyle \,44} | {\displaystyle \,42} | {\displaystyle \,40} | {\displaystyle \,43} | {\displaystyle \,41} |

Die Anordnung der Elemente wurde dabei so gewählt, dass die oberen, linken Teile der Verknüpfungstafel die 5-elementige Untergruppe {\displaystyle \{10,11,12,13,14\}} und die 10-elementige Untergruppe {\displaystyle \{10,11,12,13,14,40,41,42,43,44\}} zeigen. Diese sind isomorph zu {\displaystyle \mathbb {Z} _{5}} bzw. {\displaystyle \mathbb {Z} _{2}\rtimes \mathbb {Z} _{5}} (siehe unten spezielle affine Gruppe ). Letztere ist offenbar nichtabelsch. Da es bis auf Isomorphie aber nur zwei 10-elementige Gruppen gibt, siehe Liste kleiner Gruppen, muss sie isomorph zur Diedergruppe {\displaystyle D_{5}} sein.

## Die affine Gruppe als semidirektes Produkt

### Konstruktion
Wir betrachten die affine allgemeine Gruppe {\displaystyle \mathrm {AGL} (V)} über dem Vektorraum {\displaystyle V}.
Die Untergruppe der Translationen auf {\displaystyle V} ist isomorph zur additiven Gruppe {\displaystyle (V,+)} und die Untergruppe {\displaystyle \mathrm {GL} (V)} operiert als Gruppe von Automorphismen auf den Translationen.
Offenbar ist jedes Element aus {\displaystyle \mathrm {AGL} (V)} ein Produkt aus einem Element der Untergruppe {\displaystyle \mathrm {GL} (V)} und der Translationengruppe {\displaystyle V}. Daher hat man das folgende semidirekte Produkt
{\displaystyle \mathrm {AGL} (V)\cong V\rtimes \mathrm {GL} (V)}.
Für {\displaystyle V=K^{n}} bedeutet das
{\displaystyle \mathrm {AGL} _{n}(K)\cong K^{n}\rtimes \mathrm {GL} (n,K)}.

### Anzahl der Elemente
Damit lässt sich die Ordnung der Gruppe {\displaystyle \mathrm {AGL} _{n}(q)} über dem Körper {\displaystyle K} mit {\displaystyle q=p^{k}} Elementen leicht auf die Gruppenordnung von {\displaystyle \mathrm {GL} _{n}(q)} zurückführen:
{\displaystyle \mathrm {ord} (\mathrm {AGL} _{n}(q))=|K^{n}|\cdot \mathrm {ord} (\mathrm {GL} _{n}(q))=q^{n}\cdot \prod _{i=0}^{n-1}(q^{n}-q^{i})}

### Beispiel AGL1(5)
Das obige Beispiel {\displaystyle \mathrm {AGL} _{1}(5)} hat nach obiger Anzahlformel {\displaystyle 5^{1}\cdot (5^{1}-5^{0})=20} Elemente und kann  als
{\displaystyle \mathrm {AGL} _{1}(5)\cong \mathbb {Z} _{5}\rtimes \mathbb {Z} _{5}^{*}}
geschrieben werden.
Da {\displaystyle \mathbb {Z} _{4}\cong \mathbb {Z} _{5}^{*}}, erhält man
{\displaystyle \mathrm {AGL} _{1}(5)\cong \mathbb {Z} _{5}\rtimes \mathbb {Z} _{4}}.
Dabei ist allerdings darauf zu achten, wie {\displaystyle \mathbb {Z} _{4}} als Automorphismen auf {\displaystyle \mathbb {Z} _{5}} operiert. Bei den vorgenommenen Identifikationen wird das erzeugende Element {\displaystyle 1\in \mathbb {Z} _{4}} auf die Multiplikation mit 2 auf {\displaystyle \mathbb {Z} _{5}} abgebildet. Das ist mit dem semidirekten Produkt {\displaystyle \mathbb {Z} _{5}\rtimes \mathbb {Z} _{4}} gemeint.

### Beispiel AGL2(2)
{\displaystyle \mathrm {AGL} _{2}(2)} ist die Gruppe der affinen Abbildungen des zweidimensionalen {\displaystyle \mathbb {Z} _{2}}-Vektorraums, sie permutiert die vier Vektoren dieses Vektorraums und ist daher isomorph zu einer Untergruppe der symmetrischen Gruppe {\displaystyle S_{4}}. Nach obigem ist aber auch
{\displaystyle \mathrm {ord} (\mathrm {AGL} _{2}(2))=2^{2}\cdot (2^{2}-2^{0})\cdot (2^{2}-2)=4\cdot 3\cdot 2=24}, das heißt, {\displaystyle \mathrm {AGL} _{2}(2)} muss daher zu {\displaystyle S_{4}} isomorph sein.

## Die affine Gruppe als Matrizengruppe
Die affinen Gruppen erweisen sich als Untergruppen von allgemeinen linearen Gruppen.
Leicht rechnet man nach, dass
{\displaystyle K^{n}\rtimes \mathrm {GL} _{n}(K)\rightarrow \mathrm {GL} _{n+1}(K),\quad (v,A)\mapsto {\begin{pmatrix}a_{11}&\ldots &a_{1n}&v_{1}\\\vdots &\ddots &\vdots &\vdots \\a_{n1}&\ldots &a_{nn}&v_{n}\\0&\ldots &0&1\end{pmatrix}}}
ein injektiver Homomorphismus ist. Aus der Isomorphie {\displaystyle \mathrm {AGL} _{n}(K)\cong K^{n}\rtimes \mathrm {GL} _{n}(K)} ergibt sich daher, dass {\displaystyle \mathrm {AGL} _{n}(K)} isomorph zur Gruppe der Matrizen
{\displaystyle \{(c_{i,j})_{i,j=1,\ldots ,n}|c_{i,j}\in K,c_{n+1,1}=\ldots =c_{n+1,n}=0,c_{n+1,n+1}=1\}}
ist. Kurz: {\displaystyle \mathrm {AGL} _{n}(K)} ist eine Untergruppe von {\displaystyle \mathrm {GL} _{n+1}(K)}.

## Weitere affine Gruppen

### Die spezielle affine Gruppe
Auf den affinen Gruppen hat man die Determinantenabbildung
{\displaystyle \det :\mathrm {AGL} _{n}(K)\cong K^{n}\rtimes \mathrm {GL} _{n}(K)\rightarrow K^{*},(v,A)\mapsto \det(A)},
die ein Homomorphismus in die Einheitengruppe des Körpers ist. Alternativ kann man auch obige Einbettung {\displaystyle \mathrm {AGL} _{n}(K)\subset \mathrm {GL} _{n+1}(K)} verwenden und die Determinantenabbildung auf {\displaystyle \mathrm {AGL} _{n}(K)} als Einschränkung der Determinantenabbildung auf {\displaystyle \mathrm {GL} _{n+1}(K)} definieren.
Der Kern dieses Homomorphismus, das heißt die Menge aller Elemente mit Determinante 1, ist dann ein Normalteiler in {\displaystyle \mathrm {AGL} _{n}(K)}, den man in Analogie zur speziellen linearen Gruppe  die spezielle affine Gruppe nennt und mit {\displaystyle \mathrm {ASL} _{n}(K)} bezeichnet.
In obigem Beispiel {\displaystyle \mathrm {AGL} _{1}(5)} ist offenbar {\displaystyle \mathrm {ASL} _{1}(5)=\{10,11,12,13,14\}}.
Allgemeiner kann man Urbilder beliebiger Untergruppen von {\displaystyle K^{*}} betrachten. In {\displaystyle \mathrm {AGL} _{1}(5)} hat man also den weiteren Normalteiler
{\displaystyle {\det }^{-1}(\{1,4\})},
das ist die bereits oben erwähnte 10-elementige Untergruppe von {\displaystyle \mathrm {AGL} _{1}(5)}. In der Sprache der semidirekten Produkte ist das {\displaystyle \mathbb {Z} _{5}\rtimes \mathbb {Z} _{2}}, indem man {\displaystyle \mathbb {Z} _{2}} als Untergruppe {\displaystyle \{1,4\}\subset \mathbb {Z} _{5}^{*}} auffasst.

### Die affine semilineare Gruppe
Die affinen Gruppen {\displaystyle \mathrm {AGL} _{n}(K)} entstehen aus der allgemeinen linearen Gruppe {\displaystyle \mathrm {GL} _{n}(K)} durch Hinzunahme der Translationen. Diese Gruppen kann man durch Hinzunahme von Körperautomorphismen weiter vergrößern. Ist {\displaystyle \sigma } ein Automorphismus auf {\displaystyle K}, {\displaystyle A\in \mathrm {GL} _{n}(K)} und {\displaystyle v\in K^{n}}, so sei
{\displaystyle f_{A,v,\sigma }:K^{n}\rightarrow K^{n},\,x\mapsto A(\sigma (x))+v},
wobei {\displaystyle \sigma (x)} durch komponentenweise Anwendung auf die Komponenten des Spaltenvektors {\displaystyle x\in K^{n}} definiert ist.
Derartige Abbildungen nennt man affin-semilinear, Kompositionen und Umkehrungen bijektiver affin-semilinearer Abbildungen sind wieder von dieser Art.
{\displaystyle \mathrm {A\Gamma L} _{n}(K):=\{f_{A,v,\sigma };\,A\in \mathrm {GL} _{n}(K),v\in K^{n},\sigma \in \mathrm {Aut} (K)\}}
heißt affin semilineare Gruppe.
In den Fällen {\displaystyle K=\mathbb {Q} } oder {\displaystyle K=\mathbb {Z} _{p}} mit einer Primzahl {\displaystyle p} gibt es keine nicht-trivialen Körperautomorphismen und man erhält nichts Neues. Bei Körpern wie {\displaystyle K=GF(4)} hat man es mit echten Erweiterungen von {\displaystyle \mathrm {AGL} _{n}(K)} zu tun. Fasst man die affinen Abbildungen als strukturerhaltende Abbildungen  affiner Räume auf, so ist {\displaystyle \mathrm {AGL} _{n}(K)} im Allgemeinen nicht die volle Automorphismengruppe der affinen Struktur, diese erhält man erst durch die im Allgemeinen größere affine semilineare Gruppe.